# Neptuniová rozpadová řada

Neptuniová rozpadová řada

Neptuniová rozpadová řada je jedna ze čtyř základních rozpadových řad, které popisují průběh jaderných přeměn radioaktivních prvků.
| Izotop  | Poločas přeměny | Přeměna    | Přeměna    |
| ------- | --------------- | ---------- | ---------- |
| 237Np   | 2,144×106 r     | α          | α          |
| 233Pa   | 26,967 d        | β−         | β−         |
| 233U    | 1,592×105 r     | α          | α          |
| 229Th   | 7340 r          | α          | α          |
| 225Ra   | 14,9 d          | β−         | β−         |
| 225Ac   | 10,0 d          | α          | α          |
| 221Fr   | 4,9 min         | α          | α          |
| 217At   | 32,3×10−3 s     | α          | α          |
| 213Bi   | 45,59 min       | β−         | α (2,09 %) |
| 213Po   | 3,65×10−6 s     | α          | α (2,09 %) |
| 209Tl   | 2,161 min       | α          | β−         |
| 209Pb   | 3,253 h         | β−         | β−         |
| 209Bi   | 1,9×1019 r      | (α)        | (α)        |
| (205Tl) | (stabilní)      | (stabilní) | (stabilní) |